# Minoan Air

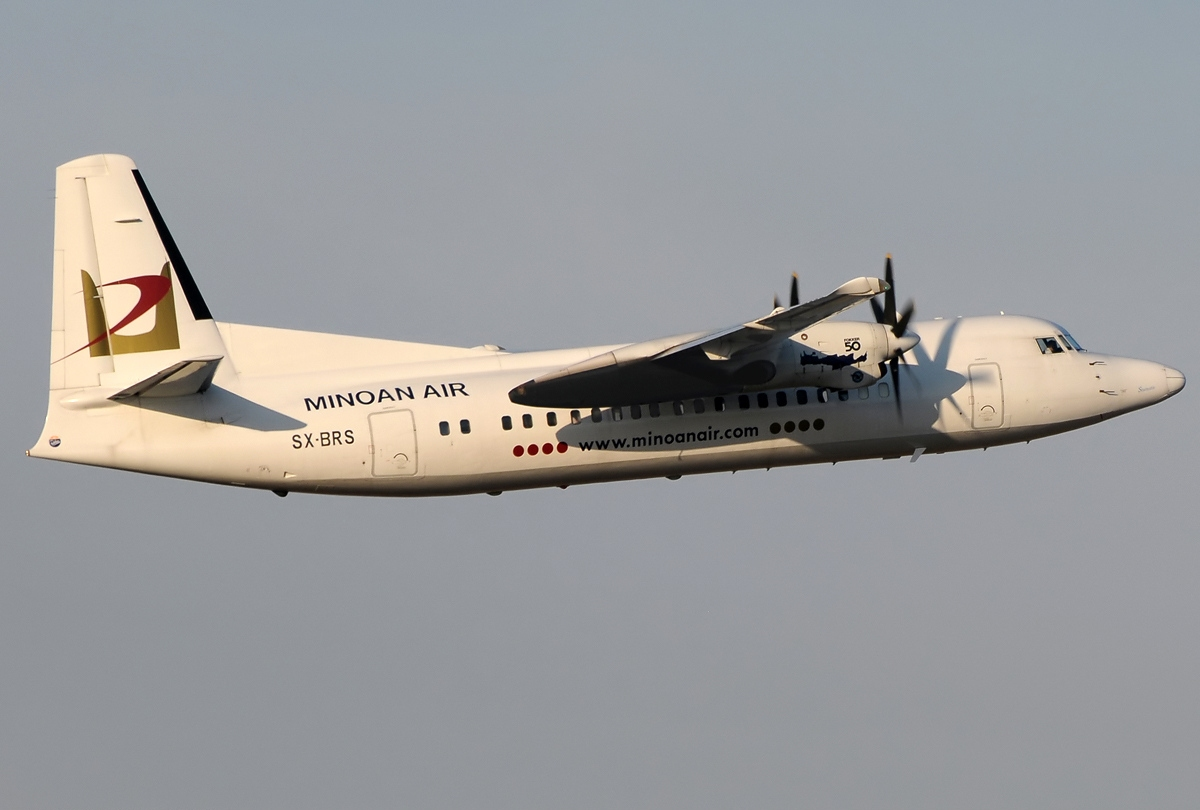
Fokker 50 в 2013 году

Minoan Air — греческая авиакомпания, основанная в 2011 году. Базировалась в аэропорту Никос Казандзакис, Ираклион.

## История
Авиакомпания была основана в сентябре 2011 года под названием First Airways. Её основал Джордж Маврантонакис (George Mavrantonakis), соучредитель Sky Express, бывший CEO Olympic Airlines и бывший советник президента Olympic Airways.
В декабре 2011 года Minoan Air получила сертификат эксплуатанта, и летом 2012 года приступила к полётам.
В октябре 2015 года авиакомпания приостановила свою деятеельность из-за экономического кризиса в Греции.
В ноябре 2015 года Minoan Air окончательно прекратила работу.

## Направления
Авиакомпания выполняла рейсы, как внутри Греции, так и в других странах Европы. Так весной 2013 года Minoan Air запустила рейсы в Дублин и Эдинбург из лондонского аэропорта Оксфорд, в котором стал базироваться один из самолётов авиакомпании. Кроме того она начала полеты из швейцарского аэропорта Лугано и Италию.

## Флот
Авиакомпания выполняла рейсы исключительно на самолётах Fokker F50.